# Autostrada A13 (Portugalia)
Autostrada A13 (port. Autoestrada A13, Autoestrada do Pinhal Interior) – autostrada w środkowej Portugalii, stanowiąca naturalne połączenie między północnymi regionami od Lizbony z Alentejo i Algarve. Łączy autostrady A1 w Almeirim, z autostradą A2 w Marateca. 
Łącznie ma 78,7 km długości i ukończona została w lutym 2005.